# Flutter of birds 〜鳥達の羽ばたき〜
『flutter of birds 〜鳥達の羽ばたき〜』（フラッター・オブ・バーズ とりたちのはばたき）は2001年2月23日にシルキーズより発売されたアダルトゲーム、およびそれを原作としたアダルトアニメ。略称はFOB。
シルキーズが1996年に一度活動休止後、2001年に再開してからの第1作である本作は、田舎の診療所を舞台とした恋愛アドベンチャーゲームである。
主に怪奇系や陵辱系の作品を製作するシルキーズとしては珍しい純愛系の作品となっている。
1年後の2002年2月22日には続編『flutter of birds II 〜天使たちの翼〜』（FOB2）が発売された。
パッケージ版発売から9年半後の2010年9月17日にはダウンロード版FOBが発売された。

## ゲームシステム
本作はCD-ROM2枚組の構成であり、この2枚のディスクからゲームプログラムをPCにインストールする。ゲームをプレイするためには2枚目のディスクをディスクドライブに挿入しておく必要があり、ディスクレス状態での起動は不可能。2枚目のディスクはゲーム中のBGMを収録したサウンドトラックにもなっている。
2000年以降に発売された一般的なPCゲームと比較すると、FOBのシステムはかなり劣っている。画面サイズをフルスクリーンにしか設定できず、ウィンドウサイズにできない。セーブファイルの数は10しかない。その上、いつでもセーブできるわけではなく、ゲーム中で一日のイベントが終了し、就寝するときにしかセーブできない。メッセージスキップは全文のみしかできず、既読のメッセージのみをスキップできない。テキストログ機能においては、既読のテキストを読み返すことはできても、キャラクター音声を再生することは不可能、など多数。
ダウンロード版ではセーブファイル数が100に増加し、常時セーブ・ロードができるなどシステムが改善された。
本作では、物語の舞台となる以下の場所の中から、一日につき3箇所まで行き先を選べる。行き先では各ヒロインに関連したイベントが起こることもあれば、ヒロインとは無関係なイベントが起こることもある。どこに行けばどのヒロインに関するイベントが発生するのかは画面中には表示されない。
シナリオのうち、大気、つばさ及び美雨の3名は、プレイヤーの選択によって不治の病で死去するシナリオが存在する。

## 登場人物
各登場人物の声優はゲームエンディング時のスタッフロールで公表されている。

### 主人公およびヒロイン
松井 裕作（まつい ゆうさく）
主人公。東京の医科大学一年生。夏休みの間、叔父が田舎で営んでいる診療所の手伝いをすることになる。
森野 大気（もりの いぶき）
声：一色ヒカル
裕作の勤務先である「森の診療所」の院長の一人娘。裕作の従妹に当たり、物語開始時点で8年ぶりに再会した。素直で明るく、裕作のことを「裕兄（ゆうにい）」と呼ぶ。看護婦になることを目指し勉強中。料理が得意。
「大気」という名は父「大熊」と母「気美恵」の頭文字を取ったものである。
美浜 つばさ（みはま つばさ）
声：如月美琴
診療所の206号室に入院している少女。気管支系の病気を患い、約2か月前から療養している。元気で体を動かすのが好き。自分のことを「ボク」と呼び、裕作のことは「お兄ちゃん」と呼ぶ。
虹掛 美雨（にじかけ みあま）
声：飯田空
裕作の前に時々やってくる少女。生意気で裕作をからかうような態度をとる。原子力の研究者だった両親を原発事故で亡くして以来、天涯孤独の身となっている。
神楽 琴羽（かぐら ことは）
声：永瀬江美弥
診療所の201号室に入院している少女。良家のお嬢様であり、いつも礼儀正しい。診療所の近くにある湖で読書をしていることが多い。過食症を患っている。
南田 白風（みなみだ しろっぷ）
声：坂口亜梨子
診療所の203号室に入院している少女。白風（しろっぷ）という名は作中では主に片仮名でシロップと書かれる。心臓に問題があり、入院してから既に2年が経過している。足が不自由というわけではないが、体力がないので、いつも車椅子を使っている。ハーブティーを飲むのが好き。
水川 空（みなかわ そら）
声：三原泉
夏休みを利用して、東京から村にやってきた少女。勝気な性格で、東京ではダンスを習っている。
離加等 メー（りかとう メー）
声：北都南
「森神の森」と呼ばれる神秘的な森に現れる謎の少女。アルトリコーダーを吹くのが得意。科学者の離加等博士に育てられた。メーという名は漢字では「命」と書く。大気と美雨のエンディング後に攻略が可能となる。
朝比奈 めぐみ（あさひな めぐみ）
声：彩世ゆう
森の診療所で働く看護婦。有能で仕事に厳しい。なお、彼女とクマ先生は、難解な医学用語を裕作の代わりにプレイヤーに説明する役回りでもある。

### その他
森野 大熊（もりの おおくま）
声：杉野博臣
森の診療所の院長で大気の父親。周囲からはクマ先生と呼ばれている。かつては東京の大学病院に勤務する優秀な医師だったが、患者の気持ちを考えない病院の方針に疑問を感じ、退職した。妻は病気で他界している。
中村 正富（なかむら まさとみ）
診療所の常連である老人。白風をはじめとしたかわいい女の子を見るのが大好き。
茂野 ハツエ（もの ハツエ）
大きな杖をついた老婆。時々占いをしている。
石原 勇源（いしはら ゆうげん）
牧場を経営している老人で、頭が禿げ上がっている。「ほにゃほにゃ」としか聞こえないような言葉で話しており、彼の台詞は大気と美雨にしか理解できない。
村川 ちづる（むらかわ ちづる）
水川空のおば。
早乙女 源一（さおとめ げんいち）
村にある神社「白鷺神社」の神主。心配性で何かに悩んでいることが多い。
梅松 タケ（うめまつ タケ）
大気の料理の先生である老婆。リューマチで腰を痛め、診療所に通っている。
梅田 三郎（うめだ さぶろう）
植木屋のおじさん。いつもタオルと腹巻きを身に着けている。仕事中に怪我をして、診療所の世話になる。
木村 ナミ（きむら ナミ）
診療所の食堂では働いているおばあさん。
赤木 圭子（あかぎ けいこ）
診療所に通院している若い女性。出産予定日が近づいている妊婦。裕作よりも1歳年上。大気の攻略ルートでは無事に女児を出産する。女児は裕作と大気の名を一字ずつ取って「裕気」と名づけられた。
前田 久美（まえだ くみ）
湖で出会った幼く無邪気な少女。最近村に引っ越してきており、まだ同年代の友達がいない。裕作や琴羽と知り合い、一緒に遊ぶようになる。
美浜 保彦（みはま やすひこ）
つばさの父親。クマ先生の友人でもある。妻は既に他界。
美浜 翔（みはま かける）
つばさの弟。
離加等博士（りかとうはかせ）
メーの父親。ナノテクノロジーの権威である科学者。
ウマソウ
メーと仲のよい仔羊。
カル、カモ、クロップ
白風が診療所にある池で飼っているカルガモの三兄弟。クロップという名は、頭の先の毛が少し黒いことと、シロップ（白風）に由来する。
草間 茂美（くさま しげみ）
村にバカンスにやってきた太った女。裕作に好意を抱いて付けまわしてくる嫌な存在。但し、めぐみの攻略に絡む存在でもある。ゲームを一度クリアした後、二周目以降に登場する。また、FOB2にも登場。

## 開発
本作は『同級生』シリーズで知られる竹井正樹が企画し、竹井は原画を兼任した。
本作のシナリオのうち、つばさ・琴羽のシナリオを手掛けた園田将生（現：そのだまさき）にとって、本作は初めてメインヒロインのシナリオを手掛けた作品である。そのだはディーオーの『加奈 〜いもうと〜』をはじめとする泣きゲーの流行に乗ったのではないかと自身のブログの中で推測している。
つばさルートの執筆に当たり、そのだは苦労した末に、「きちんとした病気を出す」「病気とは無関係の好感度選択によってヒロインの生死を左右しない」という方針を立てた。
後者については、そのだが闘病ものを手掛けた際に、結ばれたことによって病気が治るという点に違和感を覚えたことに由来しており、最後の選択肢についてはアダルトゲームとしてかなりの冒険だったと、シナリオを通したエルフに感謝の念を述べている。
また、つばさルートは尊厳死を迎えるルートと闘病の末に生還するルートに分かれており、生還するルートについてはスタッフから容赦のない描写を指摘されたとそのだは振り返っている。
琴羽ルートのシナリオはつばさルートよりも前に作られており、精神の病気を入れるという話になった際に立候補したとそのだはブログの中で振り返っている。
琴羽ルートは過食症を題材としており、プレイヤーへのミスリードとして、ゲーム前半では食べている場面をイベントCGとして表現し、吐く場面は立ち絵を用いた。
そのだは琴羽ルートのシナリオ構成に苦心した結果、ハリウッド映画のようなシナリオ展開になったと述べ、同僚の女性から「キャラは好きじゃないけど、ストーリーは一番面白かった」と褒められたと振り返っている。
当初そのだはつばさと美羽以外のヒロインのシナリオも手掛ける予定だったが、諸事情によりそれができなくなった。
このうち、空とめぐみのルートについてはそのだのプロットを基に、外注スタッフである松本竜がシナリオを執筆している。
また、白風ルートについても、当初はさらに別の外注ライターが手掛ける予定だったが、最終的に山田光一郎のプロットを基に松本が執筆した。さらに、松本は美雨ルートのシナリオの前半部分の補助をしている。

## ゲーム製作スタッフ
- 企画、立案、監督：竹井正樹
- 原画：竹井正樹、峰堀悠
- シナリオ：山田光一郎、園田将生、松本竜
- 音楽：平林征児、藤原もりぢ、中村康隆
- プログラム：いざわたかし
- プロデューサー：伊東範明

## ゲーム主題歌
- 『flutter of birds』中島えりな
- 『desire』朝倉有紀
- 『yearning』RUMI

## OVA
ピンクパイナップルより全2巻のR18指定OVAがVHSとDVDでリリースされた。VHS版とDVD版のパッケージ画像は同一。2002年5月24日に第1章『夏の星座』、同年8月23日に第2章『線香花火』が発売された。
登場人物は裕作、大気、琴羽、白風、美雨、めぐみ、クマ先生の7人で、第1章では琴羽と美雨、第2章ではめぐみと大気にHシーンがある。
2010年3月26日にはFOBとFOB2のそれぞれ全2巻、計4話の内容を収録したDVD『flutter of birds ゴールドディスク』が発売された。
また、Virgin Touch: You'll never feel the sameという題名の英語版も存在している。
スタッフ
- 原作 - シルキーズ・ゼウス
- キャラクター原案 - 竹井正樹
- 監督 - ふじもとよしたか
- キャラクターデザイン・総作画監督 - 倉敷達仁
- 脚本 - 隅石亞乱
- プロデューサー - 大宮三郎、越中おさむ
- アニメーション制作 - アームス
- 製作 - ピンクパイナップル

主題歌
「空の記憶」（第一章オープニングテーマ、第二章エンディングテーマ）
作詞 - 田辺智沙 / 作曲・編曲 - 山中紀昌 / 歌 - 笹島かほる
「Another mind」（第一章エンディングテーマ）
作詞 - 松本有加 / 作曲 - 山口美央子 / 編曲 - 信田かずお / 歌 - 寺田はるひ

## 関連商品
書籍
- 『フラッター・オブ・バーズ 完全ガイド』（辰巳出版「アソコン・ブックス」、2001年7月発行、ISBN 4-88641-619-5）

CD
- 『flutter of birds 〜鳥達の羽ばたき〜 パーフェクトアレンジアルバム』（サウンドトラック、2001年10月17日発売）

## 参考資料
- Getchu.com：flutter of birds ゴールドディスク (ピンクパイナップル)(18禁)